# Manfred Höner
Pour les articles homonymes, voir Höner.
Manfred Höner est un entraîneur allemand de football. 

## Biographie
Il a été sélectionneur du Nigeria, amenant la sélection en finale de la CAN 1988.
Il a également été entraîneur de l'Eintracht Trier.